# Charles Guieysse
Charles Guieysse, né le 5 septembre 1868 à Paris et mort le 16 décembre 1920 à Croissy-sur-Seine, est un militant socialiste, fondateur de la revue Pages libres, et proche de Charles Péguy.

## Biographie
Charles Guieysse est le fils de Pierre-Paul Guieysse, député du Morbihan (1890-1910) et ministre des colonies (1895-1896), et de Marie Lenglier, qui mourut quelques heures après sa naissance.
Polytechnicien (comme son père) en 1889, il devient lieutenant d'artillerie dans l'armée, mais démissionne dès 1899, peu apprécié par ses supérieurs hiérarchiques du fait de ses opinions socialistes et dreyfusardes. En 1894, il épouse à Paris Damasine Jouaust (1874-1941), nièce de l'éditeur et imprimeur Damase Jouaust. Ils auront cinq enfants. 
En 1901, il fonde avec Maurice Kahn la revue Pages libres, petite revue hebdomadaire dreyfusarde, et dont la ligne éditoriale devait beaucoup à l'influence de Georges Sorel sur Guieysse.
Dès 1907, il cesse d'écrire dans la revue, et en laisse la direction à Maurice Kahn. Il devient directeur d'une usine de colle et de gélatine à Rueil, avant de partir pour la guerre en 1914. 
Il en revient en 1919, est élu maire de Croissy-sur-Seine, et meurt en 1920 d'une crise d'urémie.

## Œuvres
- Les Universités populaires et le mouvement ouvrier, 1901 Lire en ligne sur Gallica

## Sources
- Jean Maitron, Dictionnaire biographique du mouvement ouvrier français, Paris, Les Editions Ouvrières, 1989.